# Бахча (Шаранский район)
Бахча (баш. Баҡса) — деревня в Шаранском районе Республики Башкортостан Российской Федерации. Входит в состав Нуреевского сельсовета.

## География

### Географическое положение
Деревня находится в восточной части района неподалёку от границы с Буздякским районом. Расстояние до:
- районного центра (Шаран): 33 км,
- центра сельсовета (Нуреево): 3 км,
- ближайшей ж/д станции (Кандры): 38 км.

## История
Деревня основана выходцами из деревни Новые Каргалы между 1920 и 1926 годами, однако есть версия, что её основали переселенцы из деревни Нуреево в начале века. 
До 1928 года деревня называлась Газимовка, а также «Бабай авылы», в ней было всего 5 дворов татар.
В 1930-х годах деревня росла, был организован колхоз «Бахча». Были построены коровник, овчарня, конный двор, птице- и кроликоферма. Открылась начальная школа, где обучалось до 20 детей.
В 1939 году в деревне Бахча Нуреевского сельсовета Шаранского района — 158 жителей (71 мужчина, 87 женщин).
По данным на 1952 год Бахча считалась селом.
В 1953 году село было радиофицировано, позднее — электрифицировано.
В 1959 году в деревне Бахча было 120 жителей (48 мужчин и 72 женщины).
В 1963 году сельсовет был включён в состав Туймазинского сельского района, с 1965 года — в составе Бакалинского, с 1967 года — вновь в Шаранском районе.
В 1970 году — 94 жителя (36 мужчин и 58 женщин), в 1979 году — 71 человек (33 мужчины и 38 женщин), в 1989 году — 59 жителей (27 мужчин и 32 женщины).
В 2002 году здесь жило 53 человека (27 мужчин, 26 женщин), башкиры (85 %).
В 2010 году в деревне проживало 46 человек (22 мужчины, 24 женщины).

## Население
| 2002 | 2009 | 2010 |
| ---- | ---- | ---- |
| 53   | ↗54  | ↘46  |

## Инфраструктура
В настоящее время деревня входит в состав КФХ «Чулпан», действует молочно-товарная ферма. Деревня газифицирована.
Единственная улица — Лесная — представляет собой просёлочную дорогу.